# Acanthaphodius bruchi
Acanthaphodius bruchi är en skalbaggsart som beskrevs av Schmidt 1909. Acanthaphodius bruchi ingår i släktet Acanthaphodius och familjen Aphodiidae. Inga underarter finns listade i Catalogue of Life.